# مجموعة إل جي
مجموعة إل جي الكورية (بالكورية: 법인) مقرها كوريا الجنوبية وتعتبر هذه الشركة ثاني أكبر شركة قابضة حيث تنتج أجهزة الإلكترونيات والمواد الكيماوية ومنتجات الاتصالات السلكية واللاسلكية، وتعمل الشركات التابعة لها مثل شركة إل جي إلكترونيكس، وعرض إل جي، وإل جي للاتصالات وتتواجد منتجات إل جي في أكثر من 80 بلدا.
مؤسس شركة إل جي القابضة (كوإن-هوي) الذي أسس في البدء شركة (لاك هوي) الكيميائية الصناعية في عام 1947.، وفي عام 1952، اصبحت لاك هوي (التي تلفظ «لاكي» تعني محظوظ، التي تسمى حاليا إل جي) فقد أصبحت في ذلك العام أول شركة كورية في صناعة المواد البلاستيكية. كما توسعت الشركة في الأعمال التجارية للبلاستيك، فأسست في عام 1958 شركة أخرى اسمتها جولد ستار المحدودة، (التي تسمى حاليا شركة إل جي إلكترونيكس)
في عام 1959، صنعت جولد ستار جهاز الراديو الأول الذي كتب عليه (صنع في  كوريا الجنوبية). وبيعت العديد من الأجهزة الإلكترونية الاستهلاكية تحت اسم العلامة التجارية جولد ستار، في حين بيعت بعض المنتجات المنزلية الأخرى (التي كانت غير متوفرة خارج كوريا الجنوبية) والتي تحمل اسم العلامة التجارية لاكي. وكانت العلامة التجارية الشهيرة لاكي لمجموعة منتجاتها في مواد النظافة مثل الصابون ومنظفات الغسيل هاي تي، ومعجون الأسنان في لاكي وPerioe.
وفي عام 1995، حضرت الشركة للتنافس بشكل أفضل في الأسواق الغربية، والتي سميت شركة «ال جي»، وهو اختصار «لاكي جولد ستار». ومنذ عام 2009 كان شعارها المختصر حرفي LG وتحته عبارة لحياة أفضل، كما تمتلك إل جي نطاق الموقع LG.com باسمها.

## تعاونها مع الشركات الأخرى
منذ عام 2001، انجزت إل جي اثنين من المشاريع المشتركة مع رويال فيليبس للإلكترونيات: إل جي فيليبس LCD، ولكن شركة فيليبس وباعت أسهمها في أواخر عام 2008.
كما دخلت شركة إل جي في مشروع مشترك مع شركة نورتل نتوركس وأنشأت إل جي - نورتل، كما ان شركة إل جي لديها مشروع مشترك مع شركة هيتاشي، إل جي لتخزين البيانات، والذي يصنع منتجات التخزين البصرية مثل الأقراص الليزرية دي في دي المدمجة، وشركة إل جي أصبحت مملوكة لنادي البيسبول ال جي توينز منذ عام 1989.

### الشركات المرتبطة
- جي أس جروب

### الشركات الالكترونية التابعة لها
- إل جي إلكترونيكس
- ليق نكس ون

### الشركات الكيميائية التابعة لها
- شركة ال جي شيم

### شركات الاتصالات والخدمات الرقمية التابعة لها
- شركة ال جي شيم

## طالع أيضًا
- تجارة
- شركة

## وصلات خارجية
- الموقع الرسمي